# Cloudburst
Cloudburst és una pel·lícula de comèdia dramàtica canadenca-estatunidenca del 2011 escrita i dirigida per Thom Fitzgerald i protagonitzada per Olympia Dukakis i Brenda Fricker. La pel·lícula és una adaptació de l'obra homònima de Fitzgerald del 2010.
Cloudburst es va estrenar a l'Atlantic Film Festival a Halifax, Nova Escòcia el 16 de setembre de 2011. Es va estrenar en una estrena limitada al Canadà el 7 de desembre de 2012.

## Argument
L'Stella i la Dotty són una parella d'ancianes lesbianes de Maine que s'embarquen en un viatge per carretera a l'estil Thelma i Louise a Nova Escòcia per casar-se després que la seva néta traslladi Dotty a una residència d'avis. Durant el camí van a troben Prentice, un autoestopista que viatja a casa a Nova Escòcia per visitar la seva mare moribunda, i els tres s'uneixen mentre viatgen junts.

## Repartiment
- Olympia Dukakis - Stella
- Brenda Fricker - Dot
- Ryan Doucette - Prentice
- Kristin Booth - Molly
- Michael McPhee - Tommy
- Mary-Colin Chisholm - Ynez
- Marlane O'Brien - Cat

## Producció
Fitzgerald va adaptar la seva pròpia obra teatral per a la pantalla. La versió cinematogràfica va ser produïda per Doug Pettigrew i Fitzgerald, i la producció executiva per Sidney Kimmel, Vicki McCarty, William Jarblum, Trudy Pettigrew, Dana Warren i Shandi Mitchell. Fitzgerald havia previst originalment que el paper de Dotty fos interpretat per Joan Orenstein, però com ella va morir mentre ell l'escrivia, ell va triar Fricker al seu lloc. La història d'amor va ser tan bonica que no hi vaig poder dir que no." Tres membres del repartiment original van repetir els seus papers: Ryan Doucette, Marlane O'Brien i Michael McPhee.

## Recepció crítica
La pel·lícula va rebre una puntuació d'aprovació del 100% a l'agregador de ressenyes Rotten Tomatoes, amb una puntuació mitjana de 6,7/10, basada en 9 ressenyes. La pel·lícula va debutar amb una ovació entusiasta el 16 de setembre de 2011 a l'Atlantic Film Festival, on va guanyar un premi Atlantic Canada al millor guió i el premi del públic a la millor pel·lícula del festival. La seva segona aparició al festival va ser el 20 d'octubre de 2011 al Cinéfest Sudbury International Film Festival, on també va guanyar el Premi del Públic a la Millor Pel·lícula, i el 23 d'octubre de 2011 la pel·lícula va ser la selecció de la nit d'obertura del Festival Internacional de Cinema d'Edmonton, on va guanyar el premi del públic a la millor pel·lícula canadenca. Cloudburst va tenir molt bona acollida en festivals de cinema de costa a costa del Canadà, guanyant premis a festivals d'Halifax, Mont-real, Kingston, Edmonton, Victoria i altres.
Cloudburst va fer el seu debut als Estats Units al Festival Internacional de Cinema de Palm Springs on va ser nomenat Millor del Festival. La pel·lícula va fer el seu debut a Australia al Breath of Fresh Air Tasmania Film Festival. Va fer el seu debut europeu com a gala d'obertura del Festival Internacional de Cinema de Dublín. També va ser seleccionada com a gala d'obertura del British Film Institute London Lesbian and Gay Film Festival i com a pel·lícula de cloenda del Frameline 36.
Brenda Fricker va comentar el 2012: "De totes les pel·lícules que he fet, només tres recordo on vaig sentir que havia avançat com a actriu: Cloudburst, My Left Foot i The Field.

## Reconeixements
- Premi Asheville QFest a la millor actriu, Olympia Dukakis
- Premi Asheville QFest a la millor actriu secundària, Brenda Fricker
- Atenes, Grècia Outview Film Festival Premi a la millor pel·lícula
- Festival de Cinema d'Atlanta Gran Premi del Jurat de Pink Peach Feature
- Premi del públic del Festival de Cinema d'Atlanta Out on a la millor funció general[8]
- Premi Atlanta Out on Film del jurat a la millor pel·lícula[8]
- Premi Atlanta Out on Film del jurat a la millor actriu, Olympia Dukakis[8]
- Atlantic Film Festival Premi del públic a la millor pel·lícula del festival[9]
- Atlantic Film Festival Premi Michael Weir Atlantic Canada al millor guió, Thom Fitzgerald[10]
- Premi de l'audiència del Festival Internacional de Cinema Gai i Lèsbic de Barcelona.[11]
- Premi del públic del Birmingham UK Shout Festival a la millor pel·lícula
- British Film Institute London Lesbian and Gay Film Festival Opening Night Gala[12]
- Gala d'obertura del Festival de Cinema Canadà
- Cinefest Premi del públic del Festival Internacional de Cinema de Sudbury a la millor pel·lícula del festival[13]
- Festival Internacional de Cinema d'Edmonton Gala de la nit d'obertura[14]
- Festival Internacional de Cinema de Dublín Gala de la nit d'obertura[15]
- Festival Internacional de Cinema d'Edmonton Premi del públic a la millor pel·lícula independent canadenca[16]
- Festival Internacional de Cinema de Vancouver Top Ten Most Popular Canadian Film Award[17]
- Festival de Cinema de Victoria Premi a la millor pel·lícula canadenca[18]

## Adaptació
Cloudburst es basa en l'obra teatral de Thom Fitzgerald, que va debutar el 8 d'abril de 2010 al Plutonium Playhouse d'Halifax, Nova Escòcia. L'obra fou protagonitzada per Carroll Godsman, Deborah Allen, Ryan Doucette, Marlane O'Brien, Michael McPhee i Amy Reitsma. L'exitós compromís va durar cinc setmanes i es va tancar el 8 de maig de 2010. La producció va ser nominada a diversos premis Merritt, els premis de teatre professional de Nova Escòcia, incloses les nominacions per a la producció excepcional, la millor obra nova (Fitzgerald), l'actriu principal destacada (Allen), la millor actriu principal. Actor secundari (Doucette) i disseny d'escenografia excepcional (Fitzgerald). Fitzgerald va guanyar el premi Merritt a la millor obra nova.